# Kabupaten d'Aceh oriental
Le kabupaten d'Aceh oriental est un kabupaten de la province d'Aceh, située à la pointe ouest de l'île de Sumatra.
En 2023, sa population était de 449 796 habitants.